# Gwern
Gwern è il figlio di Matholwch e di Branwen. 
Il suo personaggio è presente nel Secondo Ramo del Mabinogion nella storia di Branwen ferch Llyr (una raccolta di storie in prosa gallesi medioevali).

## Nel mito
Sua madre Branwen, gallese, non è ben accetta in Irlanda. Il marito Matholwch la maltratta. Branwen manda un messaggio d'aiuto al fratello Brân il Benedetto. Bran viene in suo soccorso e per evitare una guerra con Matholwuch propone di nominare re loro figlio Gwern. Alla festa per l'incoronazione del ragazzo, Gwern è ucciso quando suo zio Efnisien lo getta nelle fiamme. Tra i due regni scoppia una violenta guerra che uccide tutti gli abitanti dell'Irlanda tranne cinque donne gravide e sette guerrieri britannici.